# Batalha de Marj Dabiq
A Batalha de Marje Dabique (em árabe: مرج دابق; romaniz.: Marj Dābiq; lit. "prado de Dabique") foi um confronto militar decisivo na história do Oriente Médio, travado em 24 de agosto de 1516, a 44 quilômetros norte de Alepo, na Síria, entre as tropas do Império Otomano e do Sultanato Mameluco do Egito.